# Streifenbasilisk
Der Streifenbasilisk (Basiliscus vittatus), auch als Gestreifter Basilisk bezeichnet, ist eine Art der Basilisken in der Familie der Corytophanidae. Die Art ist in Mexiko, Mittelamerika und in Kolumbien beheimatet und wurde in den US-amerikanischen Bundesstaat Florida eingeführt. Mit seinen großen Hinterfüßen kann der Streifenbasilisk kurze Strecken auf Wasseroberflächen laufen.

## Merkmale
Beim Streifenbasilisken zeigt sich ein ausgeprägter Geschlechtsdimorphismus. Während Männchen eine Gesamtkörperlänge von ca. 60 Zentimetern erreichen, sind Weibchen kleiner. Ausgewachsene Männchen haben am Kopfende einen ausgeprägten knorpelgestützten Kamm sowie auf dem Rücken einen von der Schulter zu den Hinterbeinen; die Kämme der Weibchen sind weniger ausgeprägt. Auch ist die männliche Schnauze länglicher als die der Weibchen.
Der Schwanz und die Beine, vor allem die Hinterbeine, sind lang und schlank. Jungtiere haben an den Zehen Schuppensäume, die ähnlich wie Schwimmhäute die Oberfläche der Füße vergrößern; bei adulten Tieren sind diese reduziert.
Der Rücken ist dunkelbraun gefärbt und zeigt längs verlaufende gelbe Seitenlinien. Lippen und Bauch sind heller als der Rücken gefärbt. Jungtiere sind besonders stark gemustert.

## Verbreitung und Lebensraum

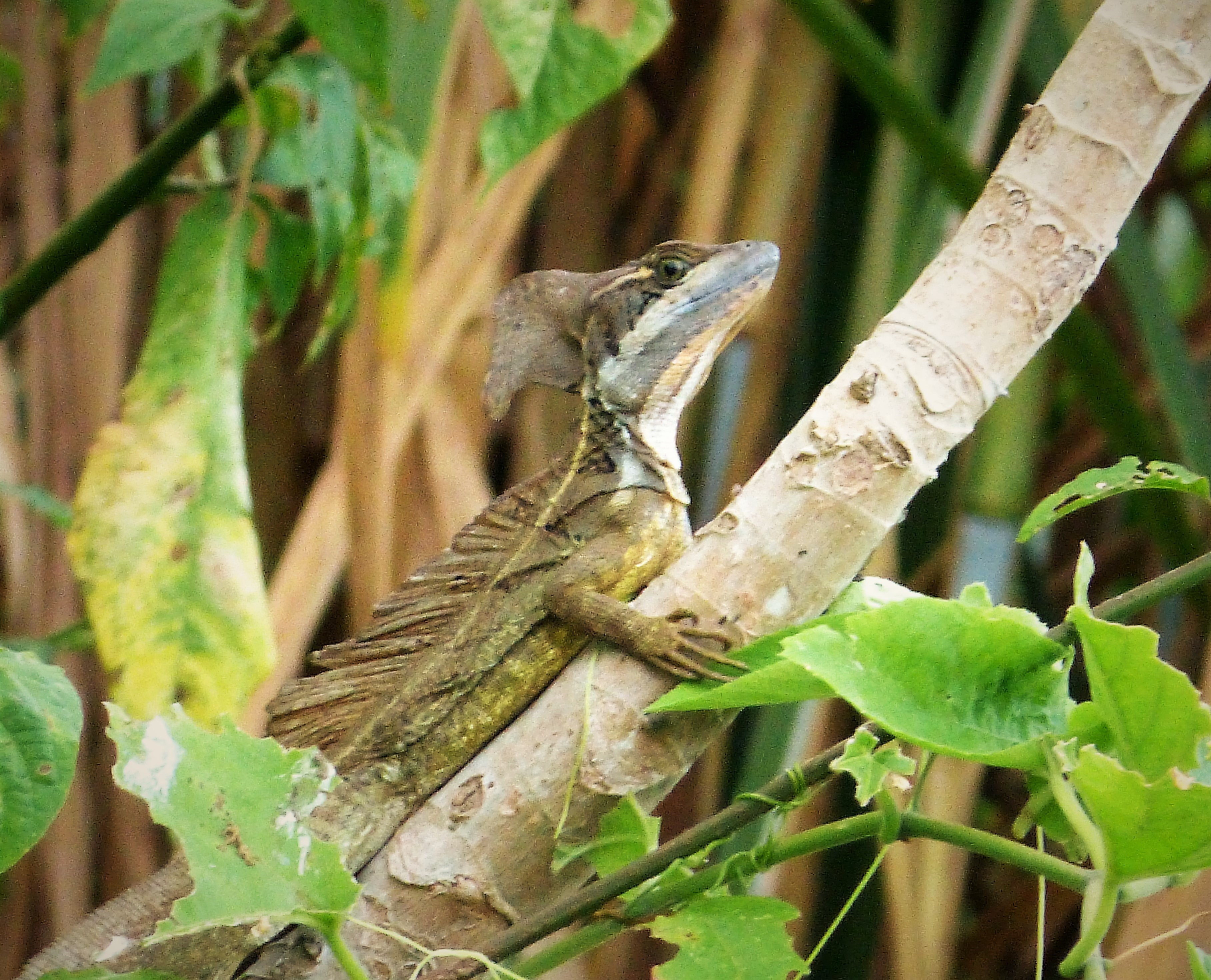
Streifenbasilisk auf einem Ast

Der Streifenbasilisk ist in Mittelamerika und im Norden Südamerikas verbreitet, von Kolumbien bis Mexiko. Zudem wurde er 1976 nach Florida eingeführt, als ein Importeur von Tieren einige Individuen absichtlich im Miami-Dade County aussetzte. Der Streifenbasilisk konnte sich als invasive Art etablieren und hat sich in weitere Countys ausgebreitet.
Die Art lebt in tropischen und subtropischen Wäldern, sowohl in subtropischen Trockenwäldern als auch in subtropischen Regenwäldern. Hier kann sie vor allem baumbewohnend auf niedrigen Zweigen oder in Büschen, aber auch teilweise am Boden gefunden werden. Vor allem lebt sie in dichter Vegetation nah an Gewässern. Die Art wird selten auf Flächen gefunden, die weiter entfernt von Gewässern liegen.
Im Laufe ihrer Entwicklung verändert sich der genutzte Lebensraum der Echsen. Jungtiere leben näher an Gewässern als adulte Tiere.

## Lebensweise

### Verhalten
Der Streifenbasilisk ist tagaktiv. Er bewegt sich auf unterschiedliche Arten fort. Die Echse kann klettern, auf vier Beinen laufen und schwimmen. Wenn sie vor einem Fressfeind fliehen muss, erhöht der Basilisk seine Geschwindigkeit, indem er schnell auf den Hinterbeinen läuft, so kann er höhere Geschwindigkeiten erreichen als bei der Fortbewegung auf vier Beinen.

### Fortpflanzung

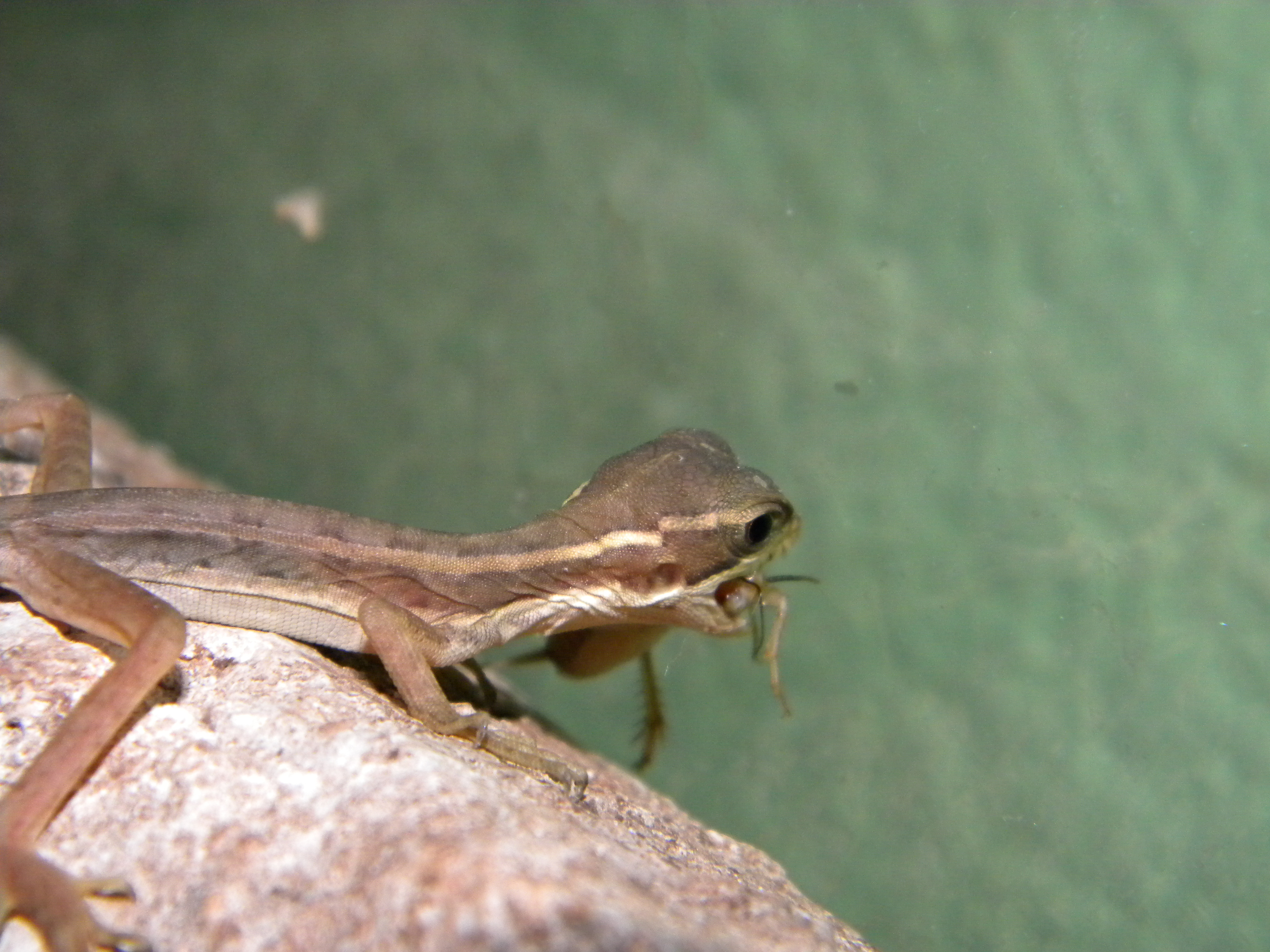
Jungtier frisst Insekt

Ein weiblicher Streifenbasilisk kann pro Jahr zwei- bis viermal Eier in einer in Erde ausgegrabenen Eigrube ablegen. Pro Gelege werden zwei bis sechs, vereinzelt auch mehr Eier abgelegt und anschließend eingegraben. Die Eier haben eine Länge zwischen 18 und 21 Millimetern. Das Geschlecht der Jungtiere wird vermutlich genetisch festgelegt und nicht wie bei vielen anderen Reptilien über die Temperatur, bei der sich die Eier entwickeln. Nach zwei bis drei Monaten schlüpfen die Jungtiere. Im Alter von sechs Monaten und einer Körperlänge von 9 bis 10 Zentimetern erreichen Streifenbasilisken die Geschlechtsreife.

### Ernährung
Hauptsächlich ernähren sich Streifenbasilisken von Insekten, teilweise aber auch von Früchten und kleinen Wirbeltieren, wie kleinen Individuen der Echsengattung Anolis.

### Laufen auf Wasser
Im Jahr 1912 wurde beschrieben, dass Streifenbasilisken auf der Flucht über kurze Strecken von 10 bis 15 Metern über Wasser mit großer Tiefe laufen können, wobei sie sich schnell auf ihren Hinterbeinen fortbewegen. Später stellte sich heraus, dass der Streifenbasilisk im Vergleich zu anderen Basilisken-Arten, die auch über Wasser laufen können, weniger auf einen Lebensraum am Wasser angewiesen ist. Bei adulten Tieren sind Schuppensäume um die Zehenränder reduziert, so dass die Oberfläche geringer als bei anderen verwandten Arten ist und so das Laufen auf Wasser nicht möglich ist. Bei Jungtieren sind derartige Säume vorhanden, so dass ihre Zehen eine ähnliche Oberfläche haben wie andere Basilisken-Arten. Der Lebensraum junger Streifenbasilisken ist auch stärker an das Wasser angepasst als der erwachsener Tiere. Die Fortbewegung auf dem Wasser nutzen die jungen Streifenbasilisken bei der Flucht vor Prädatoren wie Schlangen.
Wegen ihrer Fähigkeit, über das Wasser zu laufen, haben Basilisken auch die populäre Bezeichnung Jesus-Christus-Echsen erhalten.

## Gefährdung
Bestandsschätzungen liegen nicht vor und der Populationstrend ist nicht bekannt, scheint aber stabil zu sein. Aufgrund der stabilen Population und der großen Verbreitung stuft die Rote Liste gefährdeter Arten der IUCN den Streifenbasilisken als ungefährdet (least concern) ein. Außerdem kann er sich an verändernde Umweltbedingungen anpassen. In seinen Verbreitungsgebieten ist er eine der häufigsten Reptilienarten.

## Etymologie
Das  Artepitheton vittatus kommt aus dem Lateinischen und bedeutet „mit einer Schleife geschmückt“. Der Name ist ein Hinweis auf die Form des Kamms auf dem Kopf der Männchen.